# Hunter Patrol
Hunter Patrol è un videogioco uscito nel 1985 per il Commodore 64, pubblicato dalla Mastertronic.
La musica, che ricorda lo stile della colonna sonora nel film I lunghi giorni delle aquile, è stata composta dal musicista Rob Hubbard.